# Zbečnický potok
Zbečnický potok, nazývaný také Materník, je potok protékající obcí Zbečník a městem Hronov v okrese Náchod. Je pravostranným přítokem řeky Metuje. Jeho délka činí přibližně 4,5 km. Svým průběhem vytváří část rozhraní Broumovské vrchoviny a Podorlické pahorkatiny.
Potok má několik sbíhajících se pramenů v lesích na úbočí Končinského kopce v severní části Červenokostelecké pahorkatiny, na horním toku přijímá Materník a ještě před ním jeden výraznější levostranný přítok z Jestřebích hor.  V horní části na okraji obce Zbečník byl ještě před soutokem s Materníkem menší rybník o rozloze 1874 m2  (t.č. již nějakou dobu nenapuštěný, v turistických mapách neuváděný, ale v katastrální mapě stále značený). Po soutoku s Materníkem zleva přijímá ještě dva menší toky z oblasti Jírovy hory a zprava menší přítok z Hájku z Červenokostelecké pahorkatiny; před ústím do Metuje již na území Hronova Stříbrný potok.
Údolí Zbečnického potoka vytváří rozhraní mezi Jestřebími horami a Červenokosteleckou pahorkatinou.
Tok potoka je na většině míst klidný a dno potoka je střídavě písčité a kamenité. Koryto potoka je místy uměle upravené, před křížením se Smetanovou ulicí v Hronově pak definitivně zatrubněné.

## Přítoky
- Materník/Zbečník – zleva na území Zbečníka
- Stříbrný potok – zprava na území Hronova

## Galerie

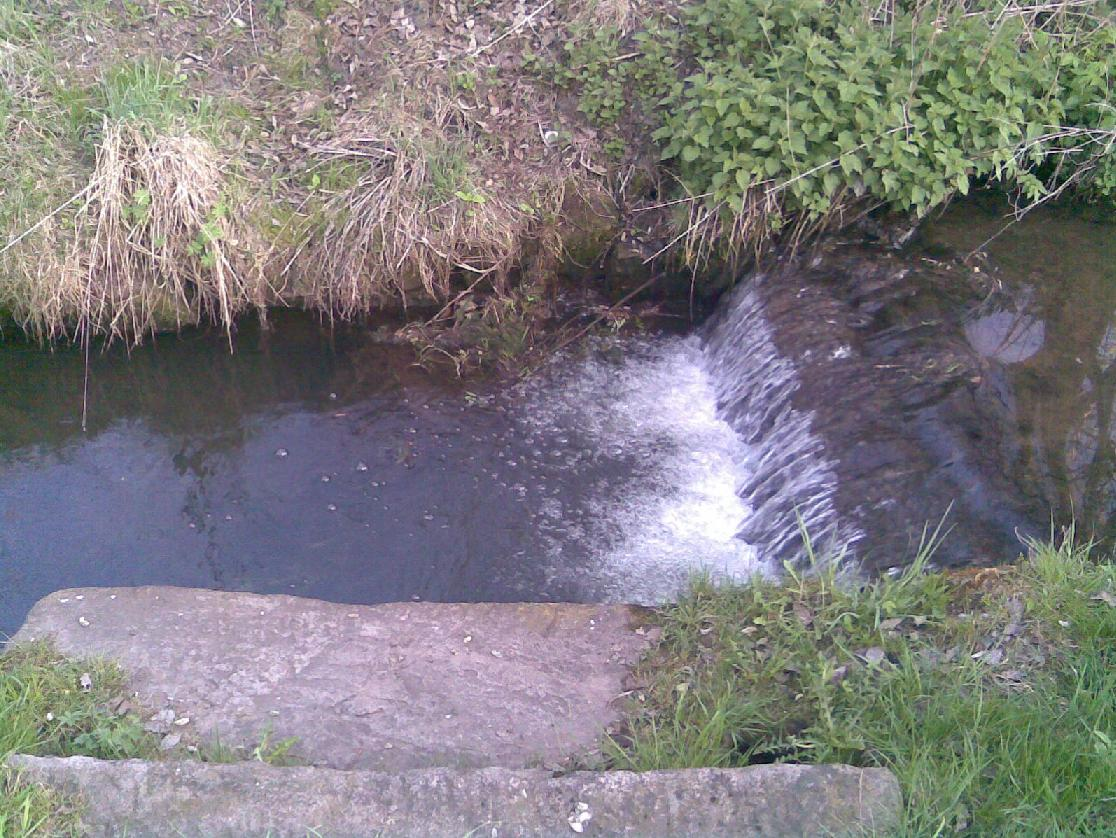
Nejhlubší místo na potoce.
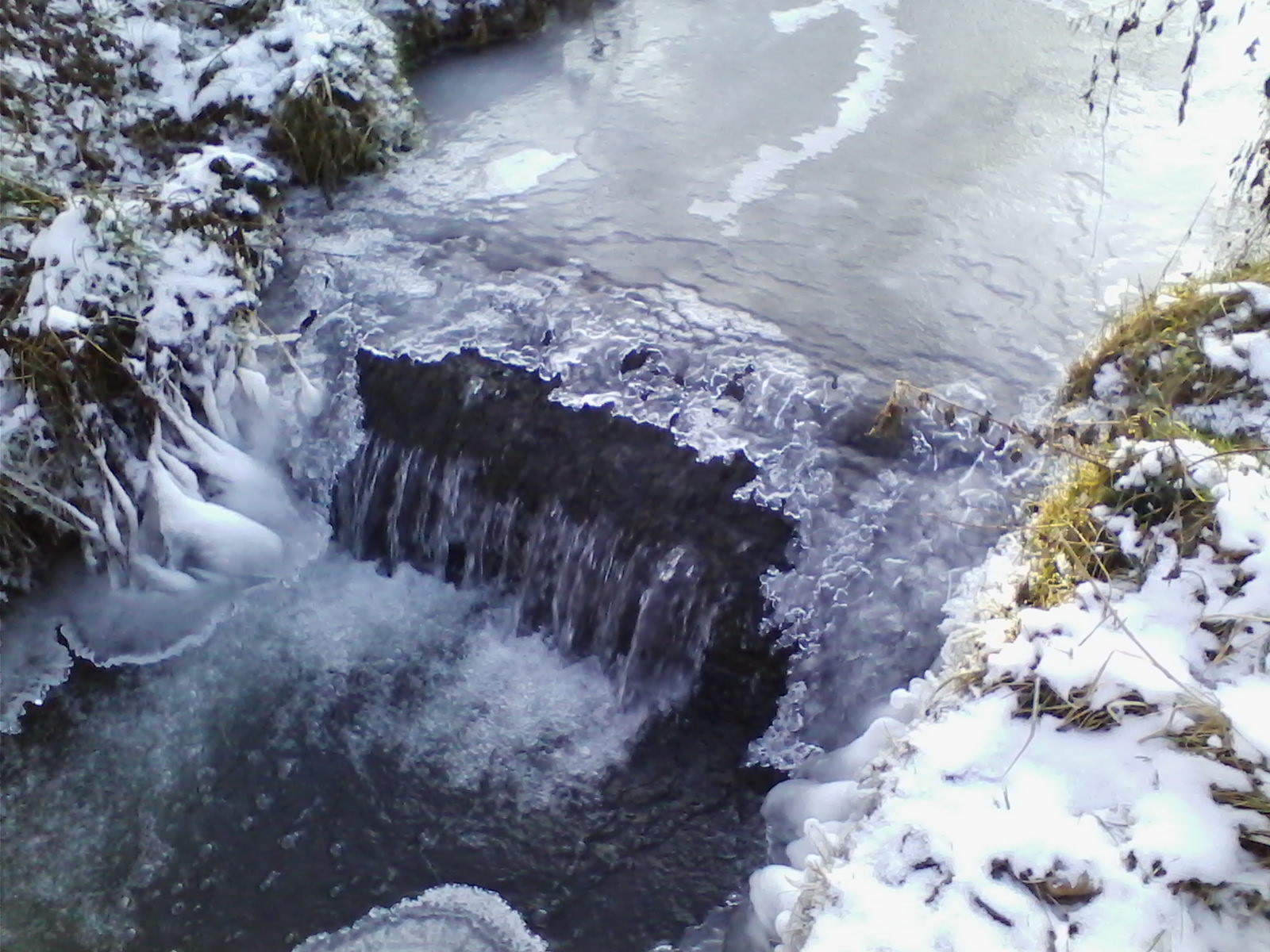
To samé místo v zimě.
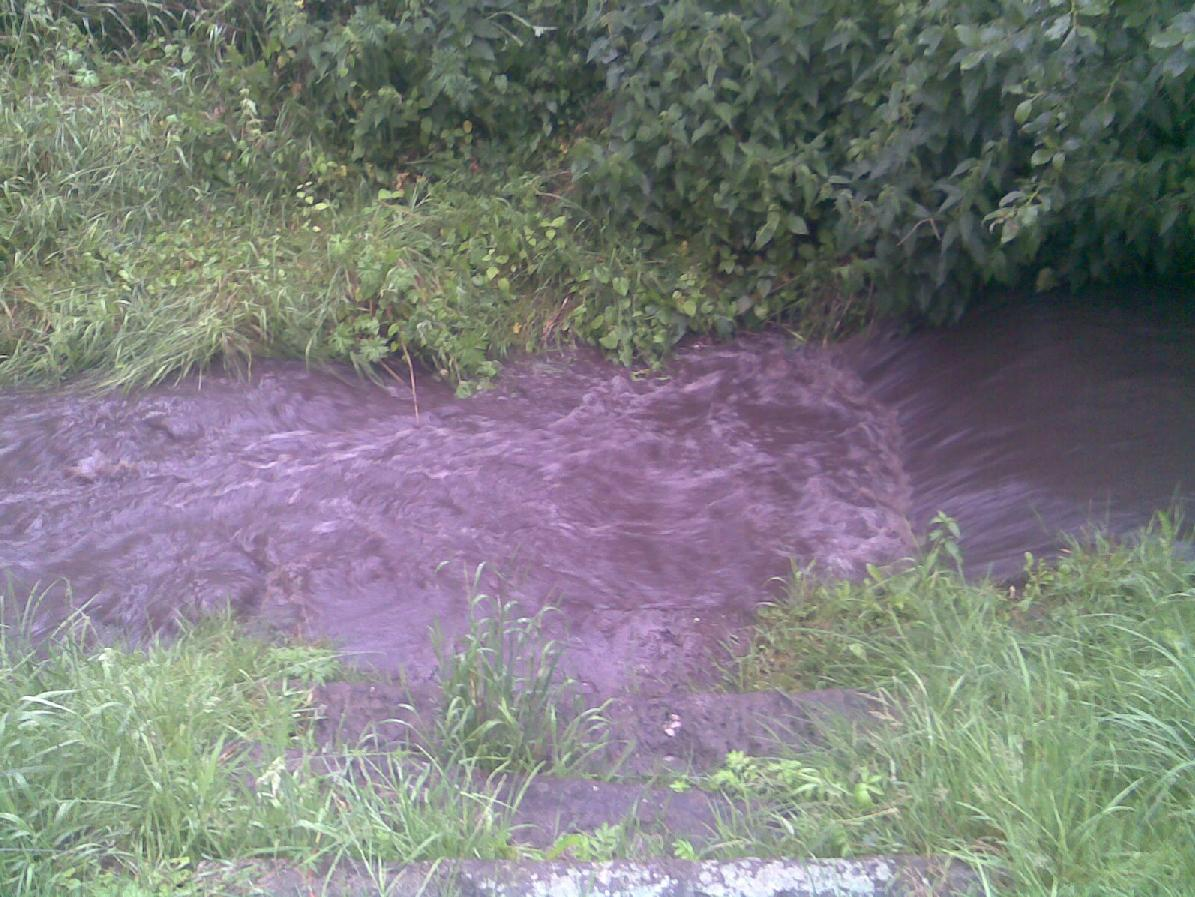
A po nejsilnějí bouřce v Létě 2010.
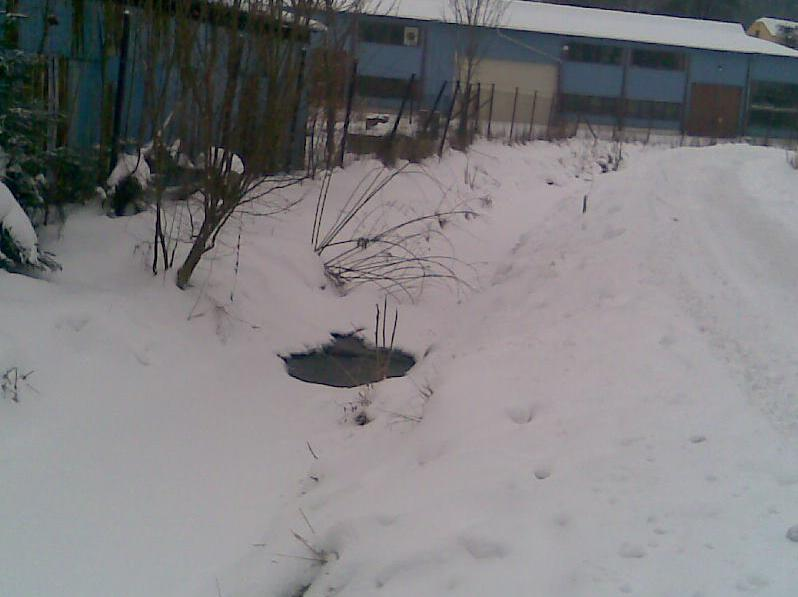
Zbečnický potok pod sněhem a ledem.
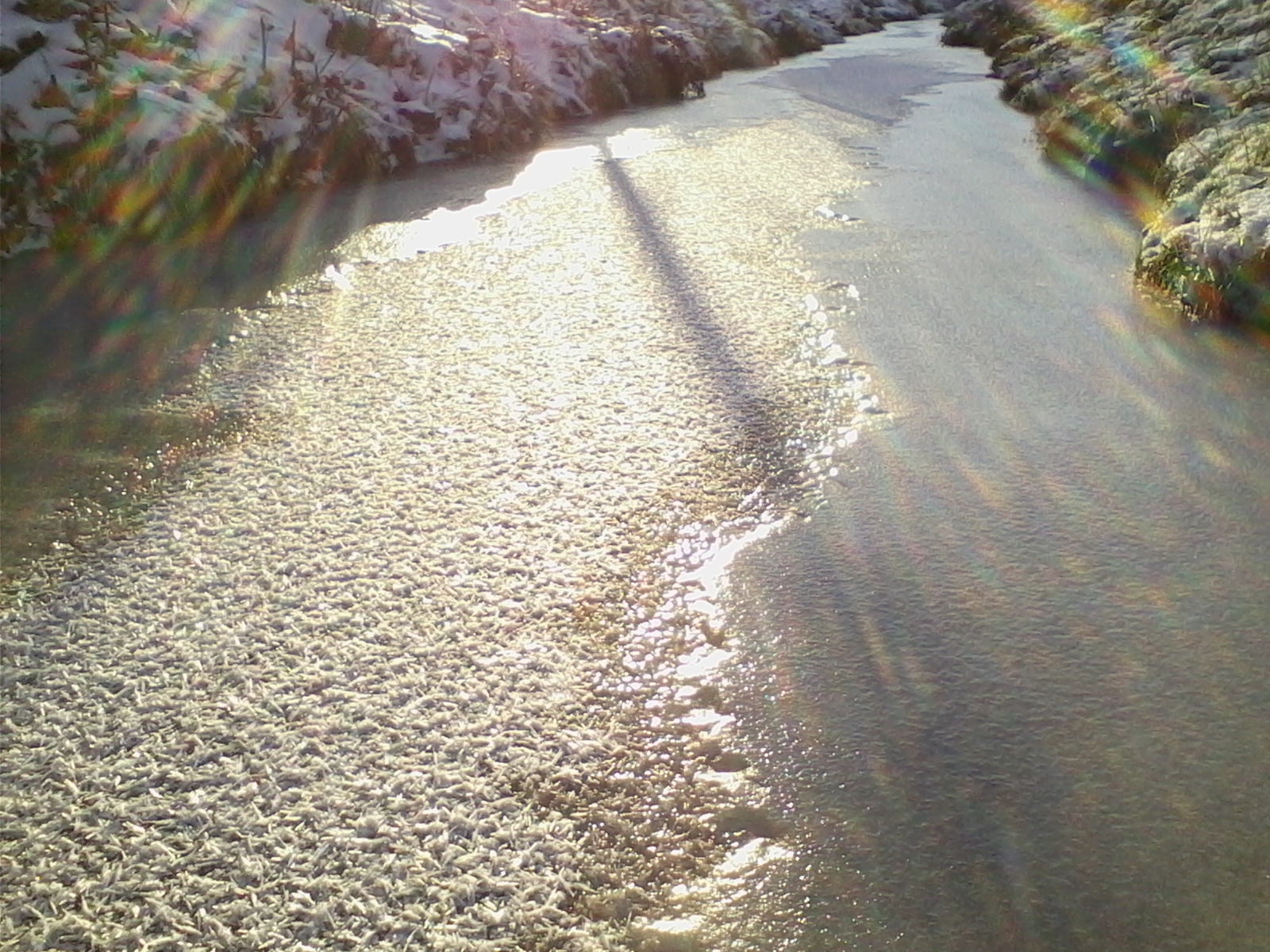
Led s plochami ledových jehliček.
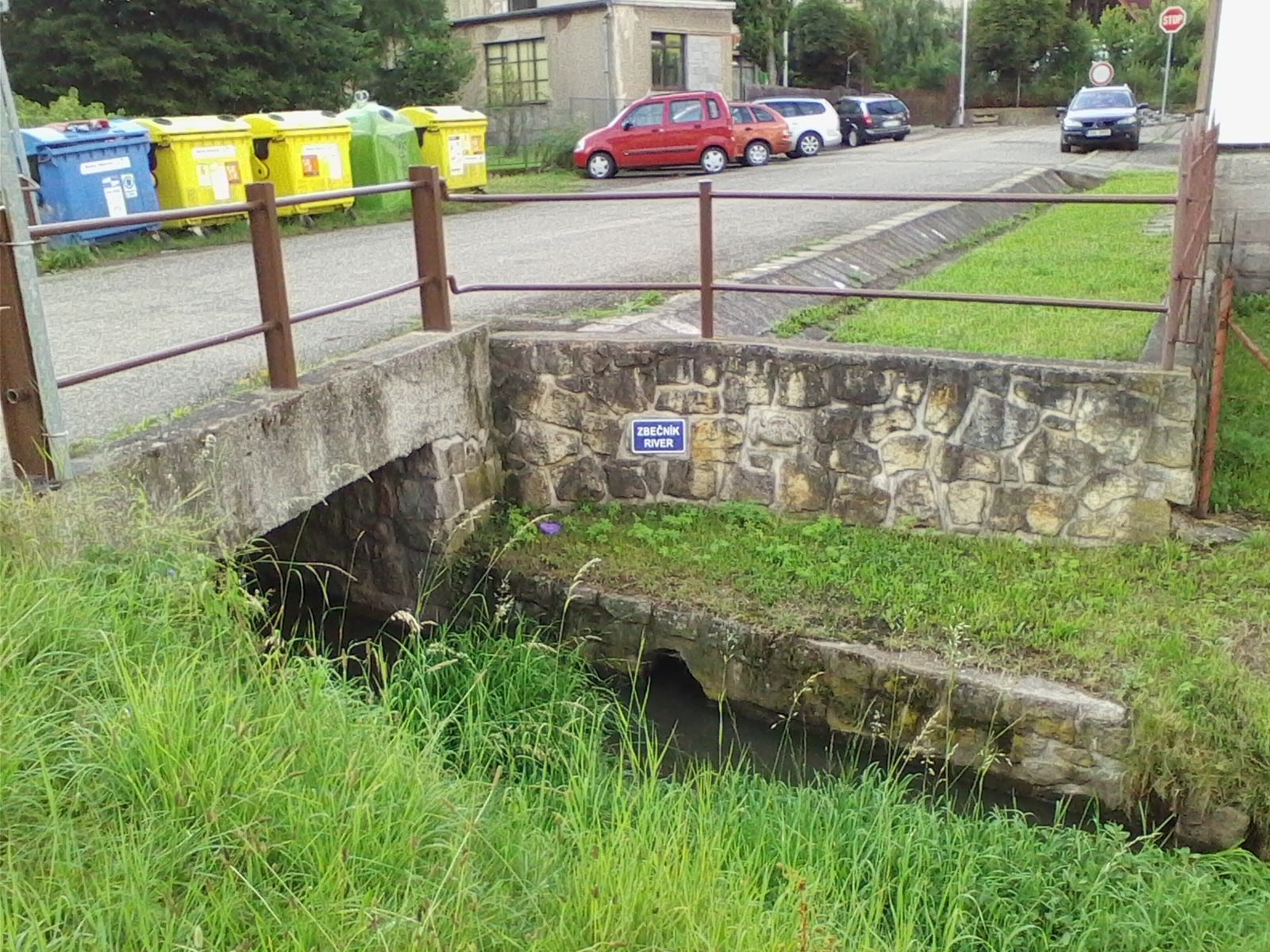
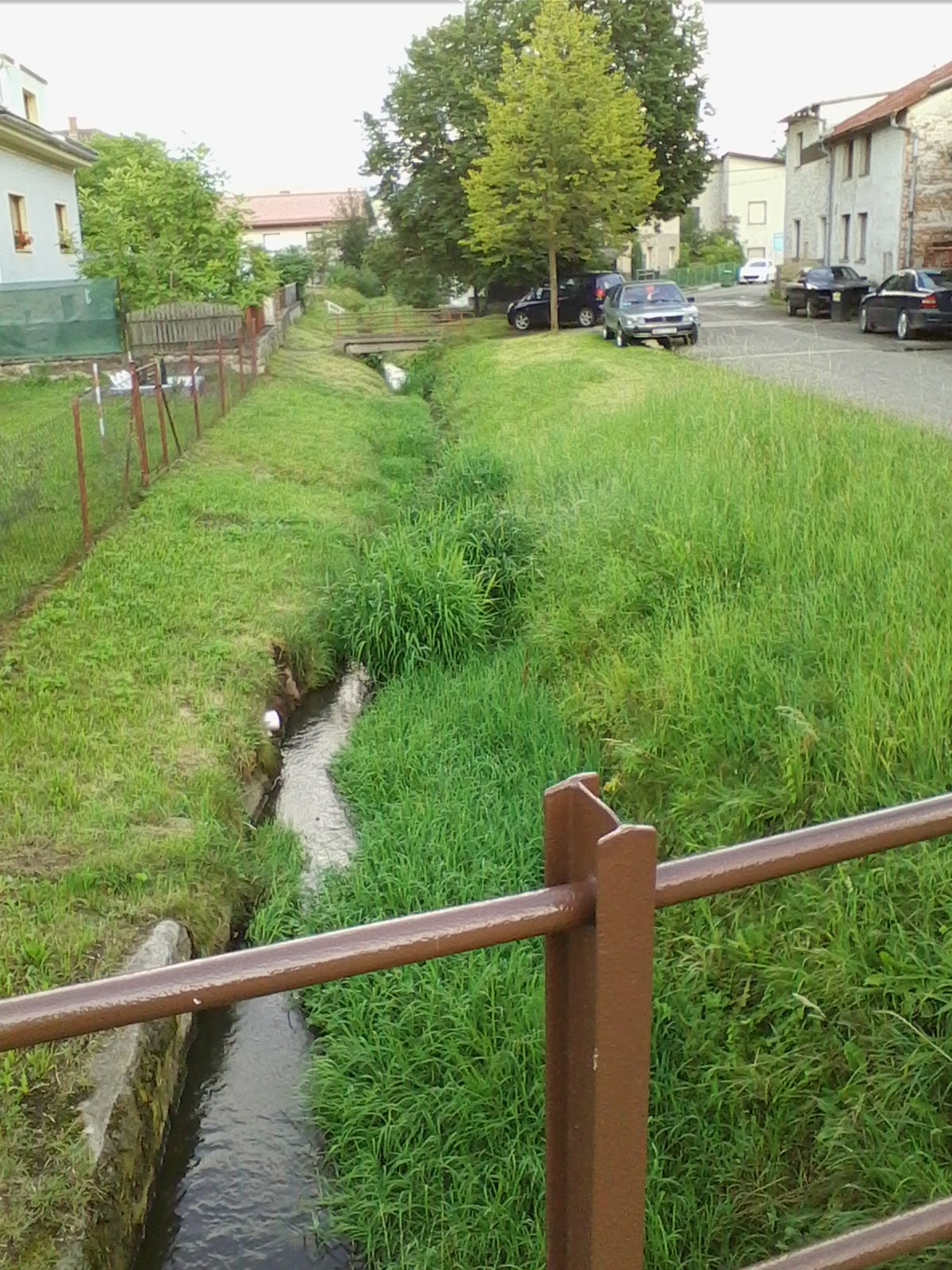
Zbečnický potok v létě.
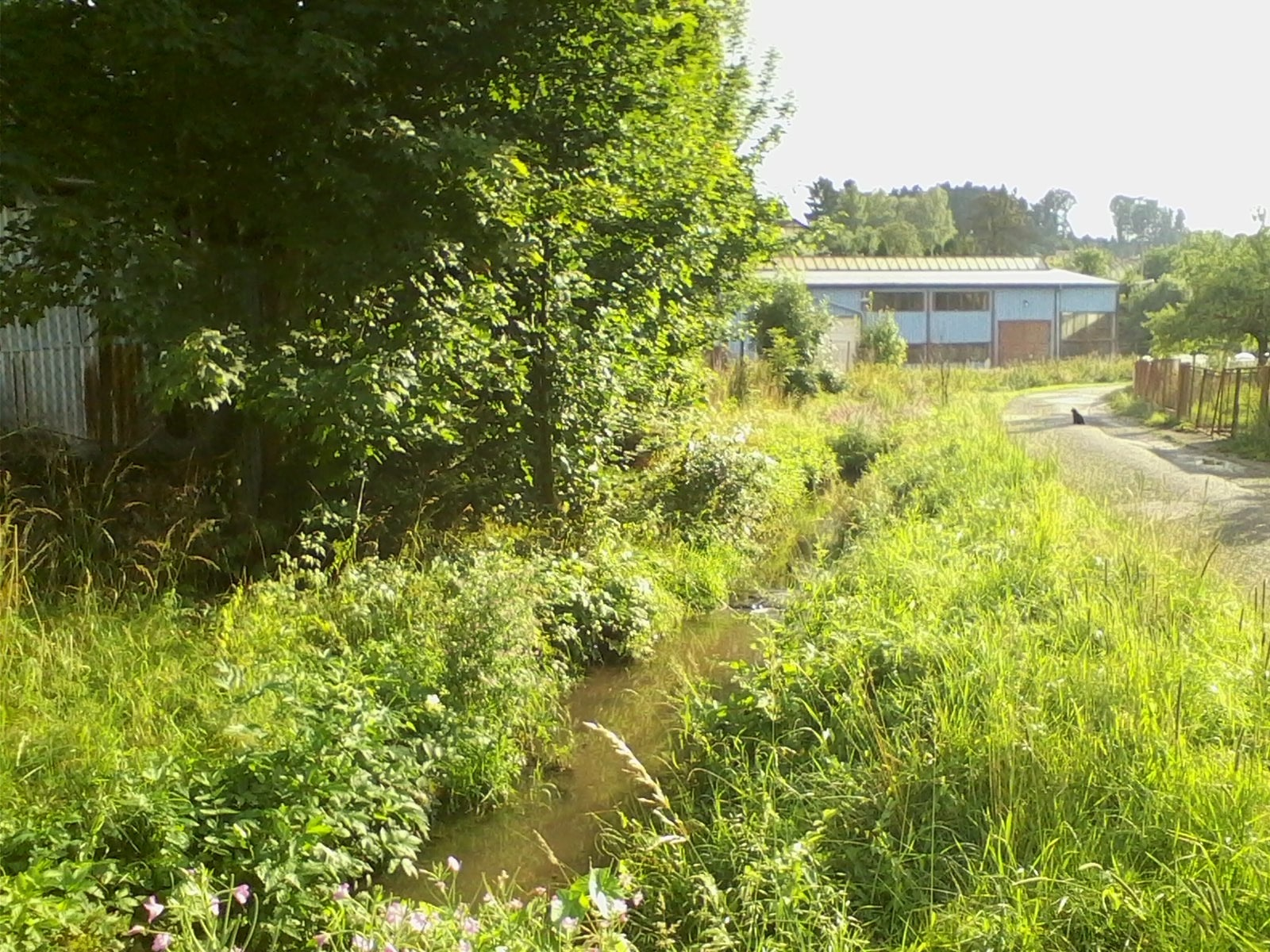
Zbečnický potok v létě.
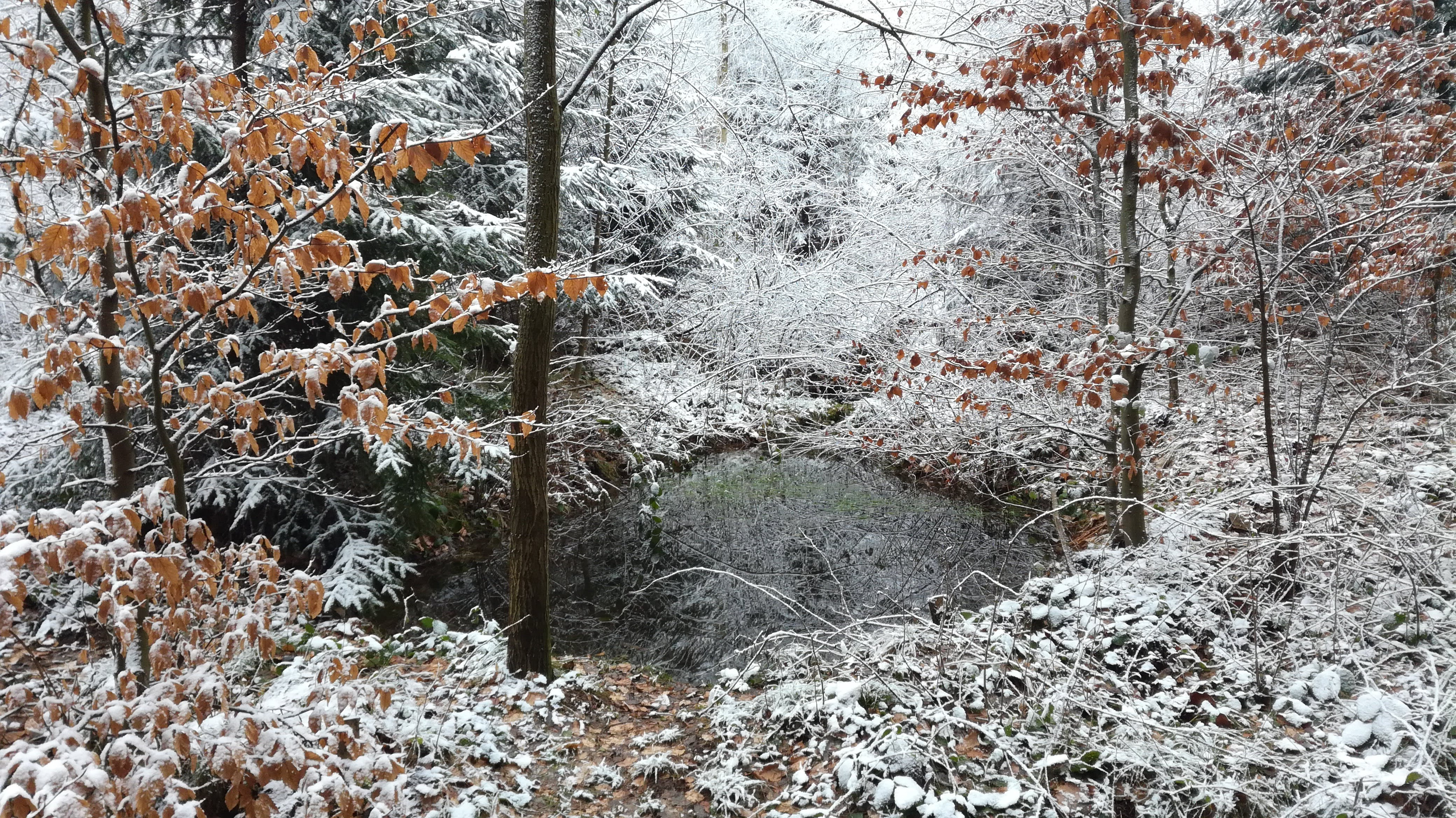
Jezírko - horní část prvního levostranného přítoku